# Vanduzea brunnea
Vanduzea brunnea är en insektsart som beskrevs av Fowler. Vanduzea brunnea ingår i släktet Vanduzea och familjen hornstritar. Inga underarter finns listade i Catalogue of Life.